# 阿尔弗雷多·斯特里亚尼
阿尔弗雷多·斯特里亚尼（義大利語：Alfredo Striani，1967年4月7日—），意大利男子赛艇运动员。他曾代表意大利参加世界赛艇锦标赛，获得三枚金牌和三枚银牌，均来自轻量级项目。